# Komuna e Muhurit
Komuna e Muhurit är en kommundel och tidigare kommun i Albanien.   Den ligger i prefekturen Qarku i Dibrës, i den norra delen av landet, 50 km nordost om huvudstaden Tirana. Vid kommunreformen 2015 blev det en administrativ enhet i kommunen Dibra.
Omgivningarna runt Komuna e Muhurit är en mosaik av jordbruksmark och naturlig växtlighet.  Runt Komuna e Muhurit är det ganska tätbefolkat, med 75 invånare per kvadratkilometer.